# Mangbetu
Mangbetu även Monbuttu är ett folkslag i Kongo-Kinshasa som bor i provinsen Haut-Uele.
Mangbetu refererar i huvudsak till aristokratin som styrde ett flertal kungadömen under 1800-talet, men i vidare mening kan även folken i dessa före detta kungariken åsyftas.
Det språk mangbetu-folket talar kallas för kingbetu på det regionala språket lingala, men mangbetu kallar själva sitt språk för nemangbetu. Språket är centralsudanesiskt.
Mangbetu är lever i huvudsak av samlande, fiske och jakt. De håller också djur. Polygami är accepterat inom alla mangbetu-samhällen. Familjen består ofta av flera generationer. Den politiska organisationen består av lokala ledare och ett råd av äldremän. 

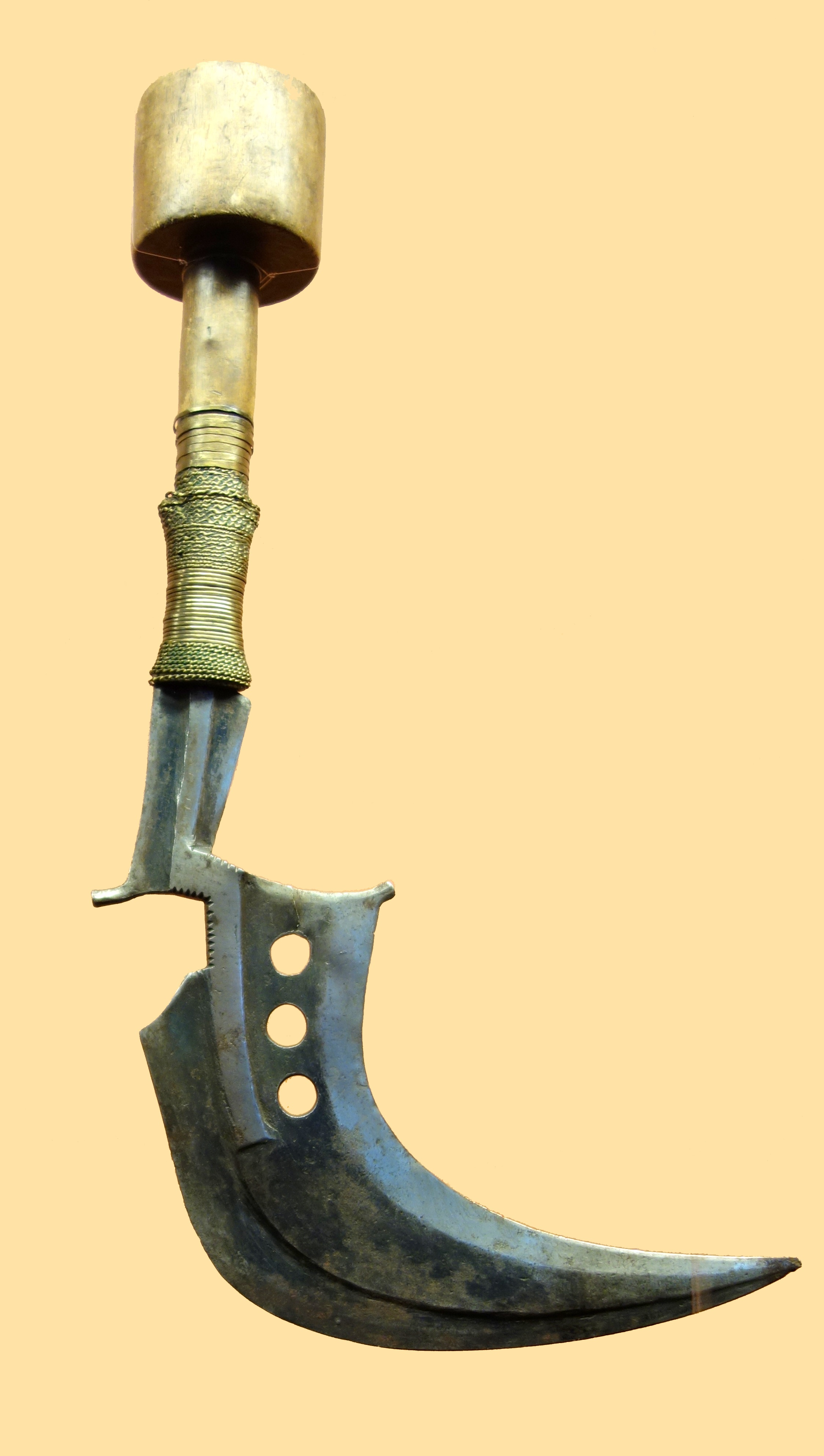
Kniv tillverkad av mangbatu-folket. Kniven finns på Kungliga Centralafrikanska museet i Belgien.

Tidiga resenärer till området imponerades av folkets politiska struktur och dess konst, i synnerhet utmärkte sig folkets byggare, krukmakare och skulptörer. De utmärkte sig också för sina långsträckta huvuden som kan härledas till att man binder spädbarns huvuden hårt. De antogs också vara kannibaler. Även under 2000-talet har de fortsatt utmärka dig inom det konstnärliga med snidade knivar, träbehållare för honung, statyer, musikinstrument och burkar.